# Kobziwka
Kobziwka (ukr. Кобзівка) – wieś na Ukrainie, w obwodzie charkowskim, w rejonie krasnohradzkim, w hromadzie Natałyne. W 2023 liczyła 527 mieszkańców.